# خاویر مارگایراز
خاویر مارگایراز (انگلیسی: Xavier Margairaz؛ زادهٔ ۷ ژانویهٔ ۱۹۸۴) یک بازیکن فوتبال اهل سوئیس است.
وی همچنین در تیم ملی فوتبال سوئیس بازی کرده‌است.